# César Caneda
César Caneda (Vitoria-Gasteiz, 10 mei 1978) is een Spaans voetballer die sinds 2016 uitkomt voor UD Logroñés. Caneda is een verdediger.

## Clubcarrière
Caneda is een jeugdproduct van Athletic Bilbao. Na hij enkele seizoenen bij Bilbao Athletic (het tweede team van Athletic Bilbao) en een uitleenbeurt aan CD Aurrerá stroomde hij in 1998 door naar de A-kern van Athletic Bilbao, maar daar kon hij nooit een vaste stek in het elftal veroveren. Hij zat uiteindelijk wel zeven jaar in de kern van Bilbao, maar speelde slechts 29 wedstrijden in het eerste elftal en werd uitgeleend aan UD Salamanca, Sevilla FC en Racing Santander.
In 2005 trok Caneda definitief de deur achter zich dicht bij Bilbao en tekende hij bij tweedeklasser SD Eibar. Caneda werd er basisspeler, maar op het einde van het seizoen zakte de club naar derde klasse. De Spanjaard trok dan maar naar Cádiz CF, maar ook met deze club zakte hij in 2008 naar derde klasse. Hierop tekende hij voor Deportivo Alavés, waarmee hij eveneens naar derde klasse zakte.
In 2009 ging hij naar derdeklasser CD Guijuelo, waarmee hij 16e eindigde in de Segunda División B. Een jaar later tekende hij bij reeksgenoot CD Mirandés. In 2012 werd Caneda met Mirandés kampioen in de Segunda División B, waardoor hij kon terugkeren naar de Segunda División A. Caneda speelde vijf seizoenen voor Mirandés en keerde in 2015 terug naar Racing Santander, dat inmiddels naar derde klasse was gedegradeerd.
Sinds 2016 speelt hij voor UD Logroñés.